# Vini modrý
Vini modrý (Vini ultramarina) je druh papouška z podčeledi loriovitých (Loriinae). Je endemickým druhem na Markézách. Jeho životním prostředím jsou vlhké horské lesy ve výšce nad 700 m n. m., ale také v blízkosti pobřeží a v banánových či kokosových plantážích. V současnosti je kriticky ohroženým druhem, a to převážně kvůli rozmnožování krysy obecné, kočky domácí a odlesňování. Vzhledem k jeho vzácnosti o něm není známo mnoho informací.

## Popis
Papoušek je v dospělosti dlouhý 18 cm a váží 35 g. Je neobvykle zbarven, temeno hlavy, hruď a stehna jsou tmavě modré, křídla, týl a čelo jsou světle modré, břicho je bílé, hrdlo bílé s tmavě modrými skvrnami. Jeho zobák je světle žlutý, běháky oranžové a oko žlutooranžové.

## Rozšíření
Během sedmdesátých let 20. století byl vini modrý stále běžným na ostrovech Fatu Hiva, Ua Pou, Nuku Hiva a Ua Huka, které jsou součástí souostroví Markézy. Vzhledem k intenzivnímu odlesňování a rozmnožení invazivních druhů na ostrovech, jako jsou kočka nebo krysa, papoušek z většiny ostrovů do roku 2008 úplně zmizel. V současnosti přežívá druh pouze na ostrově Ua Huka. Celkový odhad počtu živých papoušků je mezi 1 000 až 2 500 jedinci.

## Chování
Vini modrý se živí převážně nektarem, pylem a květinami z různých druhů květinových stromů. Většinou se živí květy z kokosovníku ořechoplodého či ibišku lípovitého. Papoušci se také živí různým ovocem a hmyzem.
Vini hnízdí ve stromových dutinách, obzvláště ve chlebovníku obecném, ibišku lípovitém a ve stromech Pandanus tectorius a Pometia pinnata. Hnízdí v období mezi červnem a srpnem.
Během letu nebo sezení na stromě vini vydává krátké pronikavé volání. Je schopen vydávat též zvuky připomínající silné pištění nebo ostrý hvizd.

## Ohrožení
Vini modrý je velmi ohrožen převážně kvůli rozmnožení krysy, což v roce 1915 způsobilo výrazný úbytek papoušků. Všechny ostrovy, na kterých vini žil, byly zničeny extrémními požáry a pastvou dobytka. Z původních lesů se staly pastviny a velké škody utrpěly i horské lesy. Odlesňování, které bylo nutné pro uvolnění místa pro výstavbu farem, těžba dříví a turismus mají taktéž vliv na ohrožení papouška.